# Aureole
Aureole je typ sovětsko-francouzských družic postavených na platformě AUOS a určených pro atmosférický výzkum. Byly označeny i jako Oreol 1 a Oreol 2.

## Podrobnosti k družicím
- Aureole I startovala 27. prosince 1971 na výstřední dráhu 400-2477 km, se sklonem 74 °, oběžnou dobou 114,65 min. V COSPAR katalogizována pod číslem 1971-119A
- Aureole 2 (o hmotnosti 400 kg) 25. prosince 1973 na dráhu 400-1975 km, se sklonem 74 ° a oběžnou dobou 109,16 min. Přístroje sledovaly toky protonů a elektronů, energii částic, parametry atmosféry a polární záře. V Cosparu katalogizována pod číslem 1973-107A